# Макартетине
Макарте́тине — село в Україні, у Новопсковській селищній громаді Старобільського району Луганської області. Населення становить 388 осіб.

## Відомі люди
- Природа Віктор Іванович — український агроном.